# Rezerwat przyrody Polesie Konstantynowskie
Rezerwat przyrody Polesie Konstantynowskie – leśny rezerwat przyrody utworzony uchwałą Magistratu Miasta Łodzi z dnia 23 maja 1930 roku. Ponownie uznany za obiekt chroniony w 1954 roku zarządzeniem Ministra Leśnictwa. Jego powierzchnia wynosi 9,8 ha. Stanowi on fragment dawnej Puszczy Łódzkiej. Jest to jeden z dwóch rezerwatów na terenie miasta Łodzi (drugi to „Las Łagiewnicki”).
„Polesie Konstantynowskie” jest jednym z najstarszych rezerwatów w Polsce i pierwszym rezerwatem w kraju utworzonym w granicach administracyjnych miasta. Powstał w czasie, kiedy miejski łódzki las przekształcano w park wypoczynkowo-rozrywkowy (Park na Zdrowiu). Twórcy rezerwatu chcieli w ten sposób ocalić resztki naturalnego ekosystemu leśnego oraz pozostawić go dla celów naukowo-dydaktycznych.
Przedmiotem ochrony jest fragment lasu o cechach naturalnych, obejmujący resztki bagiennego lasu olszowego, płaty zajmującego największą powierzchnię grądu oraz smugi łęgu jesionowo-olszowego. W drzewostanie dominują: olsza czarna (w wieku 80–100 lat), grab pospolity, brzoza brodawkowata i dąb szypułkowy.
W skład podszycia wchodzi: trzmielina pospolita, bez czarny, bez koralowy, kruszyna, czeremcha zwyczajna, leszczyna pospolita. Występują też licznie: kopytnik pospolity, bluszcz pospolity, zawilec gajowy, gwiazdnica gajowa, jaskier kosmaty.
W rezerwacie żyje wiele gatunków ptaków, drobnych ssaków i owadów, występują też liczne grzyby.
Rezerwat jest obszarem niedostępnym dla zwiedzających. Tylko raz w roku z okazji Światowego Dnia Środowiska, za zgodą wojewódzkiego konserwatora przyrody, wolontariusze mogą wejść na jego obszar, by wyzbierać śmieci.
W lesie panuje specyficzny mikroklimat, a poruszanie się utrudniają powalone drzewa, wszechobecna wilgoć, półmrok, podszyt z kolczastych roślin i zapadająca się ściółka.